# Skuli Thorfinnsson
Skuli Thorfinnsson (943-980) fue un caudillo vikingo de las Orcadas, hijo de Thorfinn Hausakljúfr y Grelod. Se dejó seducir por el mormaer de Moray, posiblemente Macbeth de Escocia, para fortalecer una alianza con el reino de Alba a cambio de someterse a la corona y recibir a cambio el título de jarl de Caithness y las Orcadas. Su hermano Ljot Thorfinnsson le combatíó en batalla en Caithness, Escocia y lo mató, aunque el triunfo no lo pudo disfrutar mucho tiempo pues también murió poco más tarde como resultado de las heridas recibidas en el campo de batalla contra Macbeth de Escocia.